# Fruchthandel

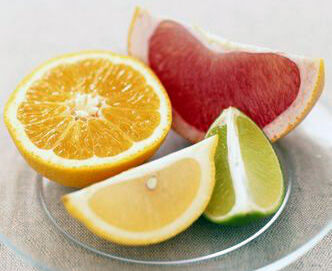
Zitrusfrüchte

Fruchthandel im funktionellen Sinne bezeichnet die wirtschaftliche Tätigkeit der Beschaffung und/oder des Absatzes der Warengruppe Frischobst und -gemüse, wobei diese Waren in unverändertem Naturzustand belassen oder nur geringfügig be- oder verarbeitet werden (Sortieren, Abpacken etc.).

## Erläuterung
Zu der Warengruppe Frischobst und -gemüse zählen auch Kartoffeln, Pilze, frische Kräuter, Gewürzpflanzen und Nüsse. Hingegen gehören Obst- und Gemüsekonserven, tiefgekühltes Obst und Gemüse sowie Trockenfrüchte nicht zum Warenkreis des Fruchthandels.
Fruchthandel im institutionellen Sinne umfasst jene Wirtschaftseinheiten, deren wirtschaftliche Tätigkeit ausschließlich oder überwiegend dem Fruchthandel im funktionellen Sinne zuzurechnen ist. Dabei zählen z. B. Großmarkthallen bzw. Beschicker von Obst- und Gemüsegroßmärkten zum Großhandel, Wochenmärkte bzw. Standbetreiber auf Wochenmärkten, Obst- und Gemüsefachhandel sowie Bauernmärkte zum Einzelhandel.
Selbstvermarktende Fruchterzeugerunternehmen und -gruppierungen, Unternehmen, die auch, aber nicht ausschließlich Handel mit der Warengruppe Frischobst und -gemüse betreiben (Lebensmittelhandel), sowie Unternehmen mit frischobst- und gemüsebezogenen Leistungen (Reifereien, Speditionen, spezielle Verpackungsfirmen etc.) werden in der Praxis ebenfalls zum Fruchthandel gezählt.

## Sonstiges
Einmal jährlich trifft sich der internationale Fruchthandel auf der Messe Fruit Logistica in Berlin.
Die 20 größten Fruchthandelsunternehmen in Deutschland
Unternehmen, Land: Umsatz in Mio. Euro (2006)
1. Groupe Pomona, Frankreich: 2412
2. Univeg-Gruppe, Belgien: 2200
3. Fyffes, Großbritannien: 1984,8
4. Coforta (Vertriebsorganisation: The Greenery), Niederlande: 1448,4
5. Edeka Fruchtkontor, Deutschland: 1400
6. GF Group, Italien: 1200
7. Univeg Deutschland, Deutschland: 1200 (frühere Firmierung Atlanta Scipio, 2008 von Chiquita an Univeg verkauft)
8. Groupement Creno, Frankreich: 845,5
9. Fresca, Großbritannien: 484,8
10. Bakker Beheer Barendrecht, Niederlande: 475 (2005 von Univeg übernommen)
11. Agrial, Frankreich: 462
12. Groupement Hexagro, Frankreich: 458
13. Anecoop Sociedad Cooperativa, Spanien: 422
14. Bonduelle, Frankreich: 362
15. OGL, Deutschland: 359
16. Cobana Fruchtring, Deutschland: 352
17. Redbridge Holdings, Großbritannien: 348
18. Capespan International, Großbritannien: 346
19. Paul Kempowski, Deutschland: 332 (100%ige Tochtergesellschaft der Dole Food Company)

(Quelle: Oxfam)